# Стекольный (Татарстан)
Стекольный — поселок в Нурлатском районе Татарстана. Входит в состав Тимерлекского сельского поселения.

## География
Находится в южной части Татарстана на расстоянии приблизительно 35 км на северо-запад по прямой от районного центра города Нурлат.

## История
Основан в 1910-х годах. До 1964 года учитывался как два поселка: сначала Стекольный и Стекольный Завод, с 1930-х годов Верхне-Стекольный и Нижне-Стекольный.

## Население
Постоянных жителей было в 1920—219, в 1926—187, в 1938—342, в 1949—339, в 1958—372, в 1970—429, в 1979—163, в 1989 — 17, в 2002 году 3 (чуваши 67 %, русских 33 %), в 2010 году 1.